# André Georges Mniszech
Andrzej Jerzy Filip Mniszech, né à Wiśniowiec le 21 novembre 1823 et mort le 11 mai 1905 à Paris, est un peintre et collectionneur polonais.

## Biographie
Né au palais Wiśniowiecki en Volhynie dans une famille noble, Andrzej Jerzy Filip est le fils de Karol Vadalin Mniszech (1794–1844) et Eleonora Cetner (1798–1871). Il épouse en premières noces Anna Maria Barbara Luiza Potocka (1828-1885).
En 1852, après avoir vendu les biens reçus en héritage, dont le château familial, il émigre à Paris, en France, avec son frère Georges (1822-1881), en emportant avec lui un grand nombre de tableaux. Pour installer sa petite famille, il acquiert la demeure du 16 de la rue Daru.
Mniszech est l’élève des peintres Jean Gigoux et Léon Cogniet. Sa bonne situation financière lui permet de se constituer une collection importante de peintures, de céramiques, d’estampes japonaises, mais aussi d'objets d’art venus d’Europe et d’Extrême Orient.
Veuf en 1885, une grande partie de ses œuvres d'art est transmise à son fils Léon (1849-1901). Il épouse en 1886, à Plaudren, Anne Charlotte Isabelle Marrier de Lagatinerie (1840-1910).
Il est mort à son domicile de la rue Boissière, à l'âge de 81 ans. Ses obsèques sont célébrées en l'Église Saint-Honoré-d'Eylau.

### Gallerie

Abraham Willet déguisé en costume du XVIIe siècle.
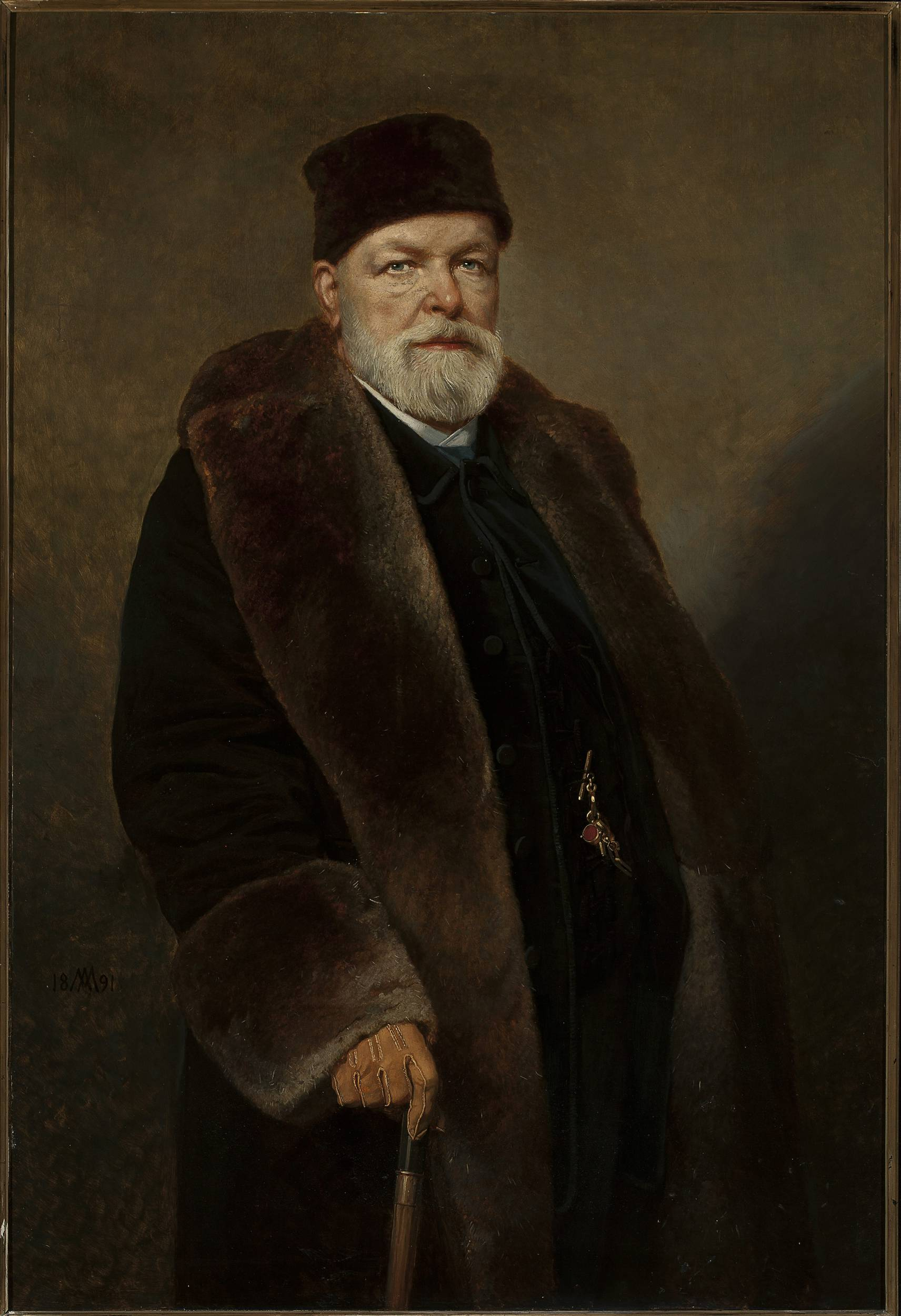
Hypolitte Swieykowski.
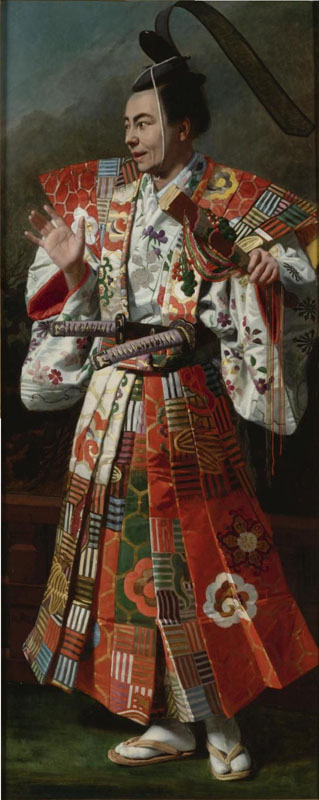
Un samouraï.